# مايك سميث (أستاذ جامعي)
مايك سميث (بالإنجليزية: Mike Smith)‏ هو عازف جاز أمريكي، ولد في 3 مارس 1957 في شيكاغو في الولايات المتحدة.

## وصلات خارجية
- مايك سميث على موقع ميوزك برينز (الإنجليزية)
- مايك سميث على موقع ديسكوغز (الإنجليزية)
- مايك سميث على موقع ديسكوغز (الإنجليزية)